# Ігнац Урбан
Ігнац Урбан (нім. Ignaz Urban; (7 січня 1848 , Варбург, Північний Рейн-Вестфалія  — 7 січня 1931 , Берлін )) — німецький ботанік, куратор Ботанічного саду Берліна. Відомий своїм вкладом у дослідження флори Центральної Америки та Бразилії.

## Біографія
Народився у сім'ї пивовара. Навчався у Бонському університеті та Берлінському університеті, де здобув науковий ступінь доктора наук у 1873. Август Вільгельм Ейхлер призначив Урбана куратором Ботанічного саду Берліна. Працював з Ейхлером над флорою Бразилії. У 1884 році співпрацював з німецьким бізнесменом Леопольдом Кругом. Круг цікавився ботанікою, зоологією та етнографією. Він брав участь у кількох експедиціях, самостійно та за допомогою найнятих ботаніків збирав рослини у Пуерто-Рико. Аналіз колекцій Круга та інших дослідників з Куби та Гаїті був викладений у дев'ятитомному виданні «Symbolae Antillanae seu fundamenta Florae Indiae Occidentalis». Колекція рослин Урбана нараховувала 80000 листків, була знищений разом з Берлінським гербарієм під час Другої світової війни у 1943 році..

## Публікації
- Plantae novae vel rariores III A Cl. E. L. Ekman 1924—26 lectae. Urban, Ignaz. — Stockholm: Almqvist & Wiksell, 1926[3].
- Plumiers Leben und Schriften nebst einem Schlüssel zu seinen Blütenpflanzen. Urban, Ignaz. — Dahlem b. Berlin: Repertorium, 1920[3].
- Geschichte des Königlichen Botanischen Museums zu Berlin-Dahlem (1815—1913) nebst Aufzählung seiner Sammlungen. Urban, Ignaz. — Dresden: Heinrich, 1916[3].
- Einige Erlebnisse aus dem Kriege 1870—71. Urban, Ignaz. — Halle a. S.: Waisenhaus, 1914[3].